# Recurso renovable
Un recurso renovable es un recurso natural que se puede restaurar por procesos naturales a una velocidad superior a la del consumo por los seres humanos. La radiación solar, entre las  mareas, el viento y la energía hidroeléctrica son recursos perpetuos que no corren peligro de agotarse a largo plazo. Los recursos naturales renovables también incluyen materiales como madera, papel, cuero, etc., si son cosechados en forma sostenible.
Algunos recursos renovables como la energía geotérmica, el agua dulce, madera y biomasa deben ser manejados cuidadosamente para evitar exceder la capacidad regeneradora mundial de los mismos. Es necesario estimar la capacidad de garantizar el mantenimiento de tales recursos. En comparación con los combustibles fósiles la energía que se obtiene de recursos renovables causa un menor impacto en el medio ambiente.
Productos como la gasolina, el carbón, gas natural, diésel y otros productos derivados de los combustibles fósiles no son renovables.

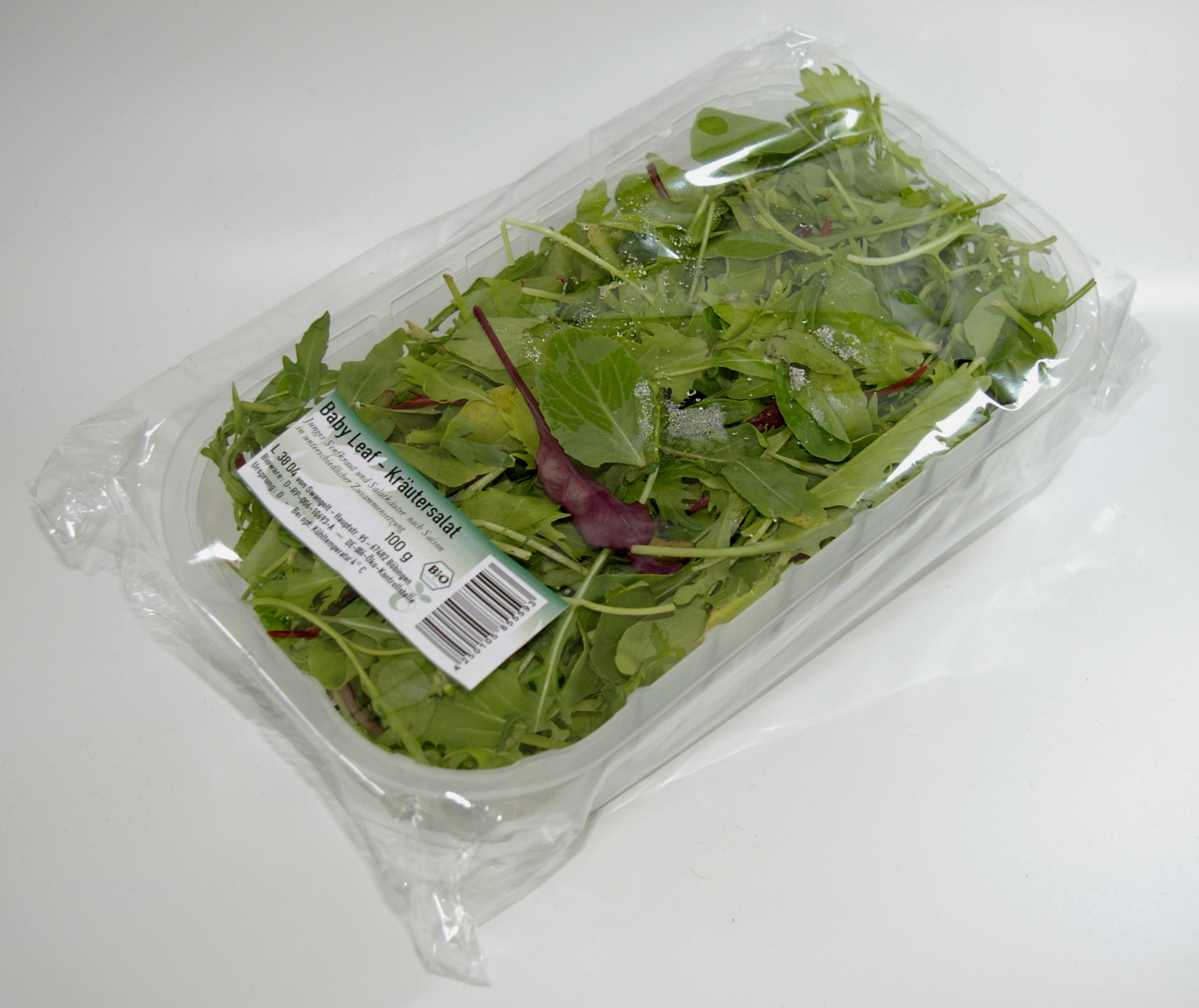
Envase de acetato de celulosa, un bioplástico.

## Energía renovable
El sol, el viento, los océanos y la biomasa proporcionan fuentes alternativas sustentables de energía.

### Energía solar
La energía solar es la energía derivada directamente del sol. La Tierra recibe 174 petavatios de radiación solar entrante (insolación) desde la capa más alta de la atmósfera. Aproximadamente el 30 % regresa al espacio, mientras que las nubes, los océanos y las masas terrestres absorben la restante.
Se estima que la energía total que absorben la atmósfera, los océanos y los continentes puede ser de 3 850 000 exajulios por año. En 2002, esta energía en una hora equivalía al consumo global mundial de energía durante un año. La cantidad de energía solar recibida anual es tan vasta que equivale aproximadamente al doble de toda la energía producida jamás por otras fuentes de energía no renovable como son el petróleo, el carbón, el uranio y el gas natural.
La fuente de energía solar más desarrollada en la actualidad es la energía solar fotovoltaica. A finales de 2015, se habían instalado en todo el mundo cerca de 230 GW de potencia fotovoltaica. La energía solar termoeléctrica (CSP), sin embargo, aunque también ha progresado en las últimas décadas, todavía supone una pequeña fracción de la contribución global de la energía solar al abastecimiento energético.

### Energía eólica

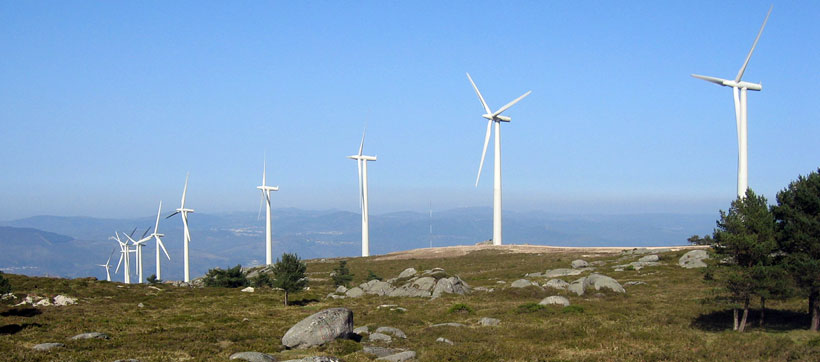
Un parque eólico en España.

El viento resulta de un calentamiento desigual de la superficie de la Tierra por el sol y por el calor geotérmico. La mayor parte de la energía eólica es transformada en electricidad por medio de un generador eléctrico que usa la energía de la rotación de las turbinas de viento. Los molinos, una tecnología mucho más antigua, aprovechan la acción del viento para efectuar trabajo físico como triturar el grano o bombear agua.
El término eólico viene del latín Aeolicus, ‘perteneciente o relativo a Eolo’ (dios de los vientos en la mitología griega). La energía eólica ha sido aprovechada desde la antigüedad para mover los barcos impulsados por velas o hacer funcionar la maquinaria de molinos al mover sus aspas.
A finales de 2014, la capacidad mundial instalada de energía eólica ascendía a 370 GW, generando alrededor del 5 % del consumo de electricidad mundial. Dinamarca genera más de un 25 % de su electricidad mediante energía eólica, y más de 80 países en todo el mundo la utilizan de forma creciente para proporcionar energía eléctrica en sus redes de distribución, aumentando su capacidad anualmente con tasas por encima del 20 %. En España la energía eólica produjo un 20,3 % del consumo eléctrico de la península en 2014, convirtiéndose en la segunda tecnología con mayor contribución a la cobertura de la demanda, muy cerca de la energía nuclear con un 22,0 %.
La energía eólica es un recurso abundante, renovable y limpio que ayuda a disminuir las emisiones de gases de efecto invernadero al reemplazar fuentes de energía a base de combustibles fósiles. El impacto ambiental de este tipo de energía es además, generalmente, menos problemático que el de otras fuentes de energía.

### Energía hidráulica
La energía hidroeléctrica es derivada del movimiento del agua en ríos y océanos y puede generar energía eléctrica por medio del uso de turbinas o puede ser usada para realizar trabajo útil. Es una forma muy común de energía. La energía hidroeléctrica se produce cuando el agua embalsada previamente en una presa cae por gravedad en una central hidroeléctrica, haciendo girar en dicho proceso una turbina engranada a un alternador de energía eléctrica. Este tipo de energía es de bajo coste y no produce contaminación.

### Energía geotérmica
La energía geotérmica aprovecha el calor del interior de la tierra. Esta energía es el producto de la degradación de elementos radioactivos en el interior del planeta y su magnitud es comparable a la de la energía solar.

### Biocombustibles

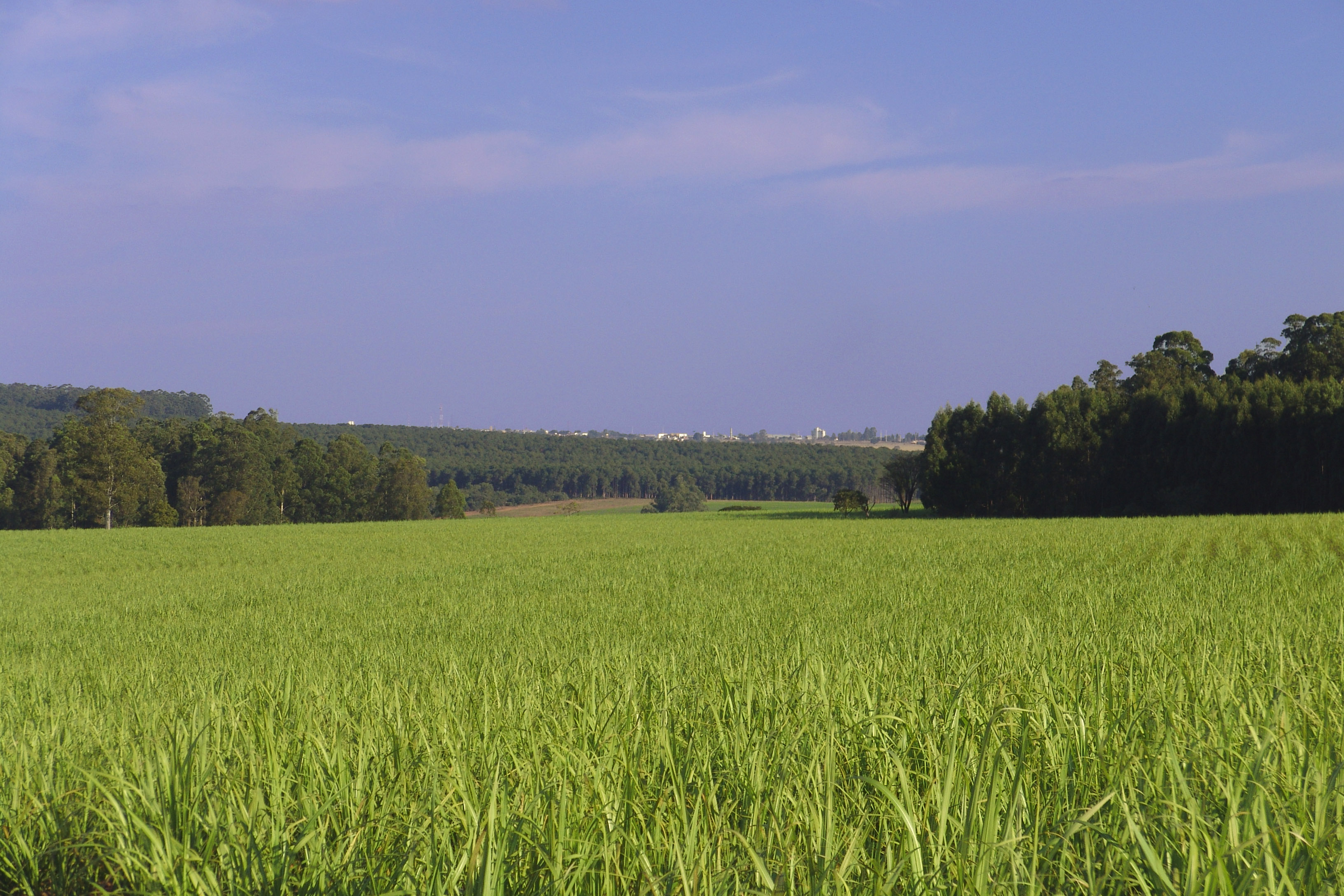
Cultivo de caña de azúcar en Brasil (Estado de São Paulo)

El alcohol derivado del maíz, la caña de azúcar, el mijo, etc. es también una energía renovable. Igualmente los aceites de plantas y semillas pueden ser usados como sustituto del diésel que no es renovable. El metano también es considerado una fuente de energía renovable.

## Materiales renovables

### Productos agrícolas
Las técnicas agrícolas que solo permiten un daño mínimo o controlado del medio ambiente son consideradas como agricultura sustentable. Los productos  (alimentos, químicos) resultantes de este tipo de agricultura pueden ser considerados sustentables si la manufactura, transporte, etc. de los mismos también reúne las características de garantizar el sustento.
Igualmente los productos forestales como madera, papel, compuestos químicos pueden ser recursos renovables si son producidos aplicando técnicas forestales sustentables.

### Agua
El agua puede ser considerada como un recurso renovable cuando se controla cuidadosamente su uso, tratamiento, liberación, circulación. De lo contrario es un recurso no renovable. Por ejemplo el agua subterránea puede ser extraída de la capa acuífera a una velocidad mayor que la de su recarga. Como resultado se crean espacios o poros que terminan causando la compactación y el eventual colapso del suelo.
La Unesco ha estudiado el tema del agua subterránea como recurso no renovable y de las políticas a seguir para su conservación: "Non-renewable Groundwater Resources".

## Riesgos de los recursos renovables
Los recursos renovables están en peligro debido al desarrollo de la población y al desarrollo industrial no regulado. Es necesario regularlos cuidadosamente para no exceder su capacidad de renovación.

### Sobrepesca

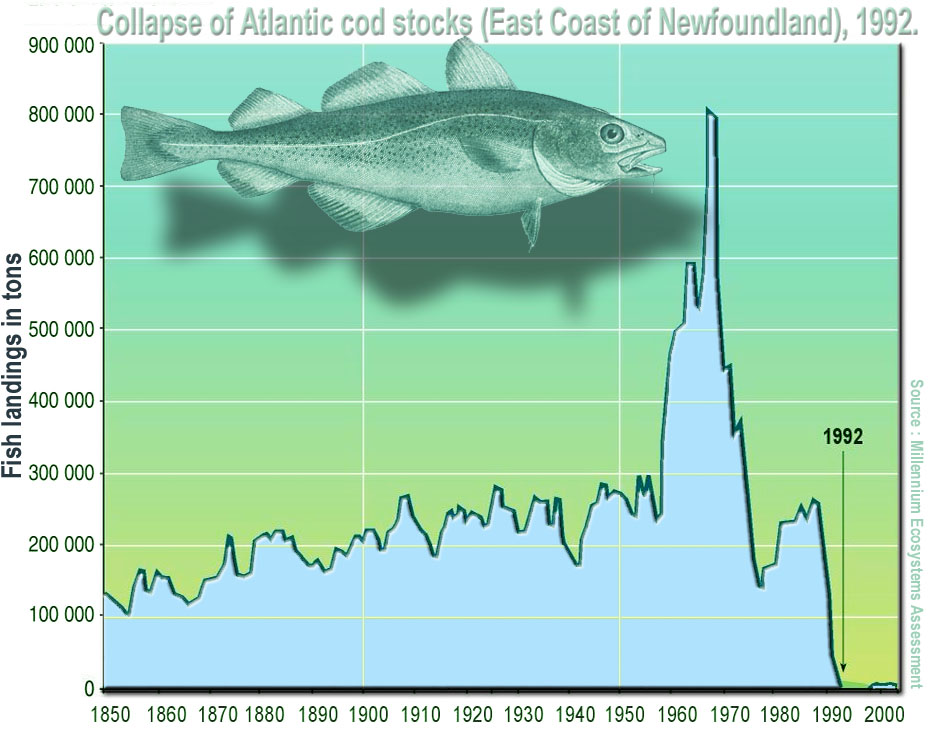
Sobrepesca de bacalao (Gadus mohua) causando colapso de poblaciones

La revista National Geographic ha descrito la sobrepesca en los océanos como "simplemente sacar vida silvestre del océano en cantidades tan altas que las poblaciones no pueden recuperarse."
La sobrepesca de atunes está llevando algunas de algunas especies al peligro de extinción como  atunes. La Unión Europea y otras organizaciones están tratando de regular esta pesca para proteger las especies en peligro. El tratado de la Convención de las Naciones Unidas sobre el Derecho del Mar encara aspectos de sobrepesca en los artículos 61, 62 y 65.

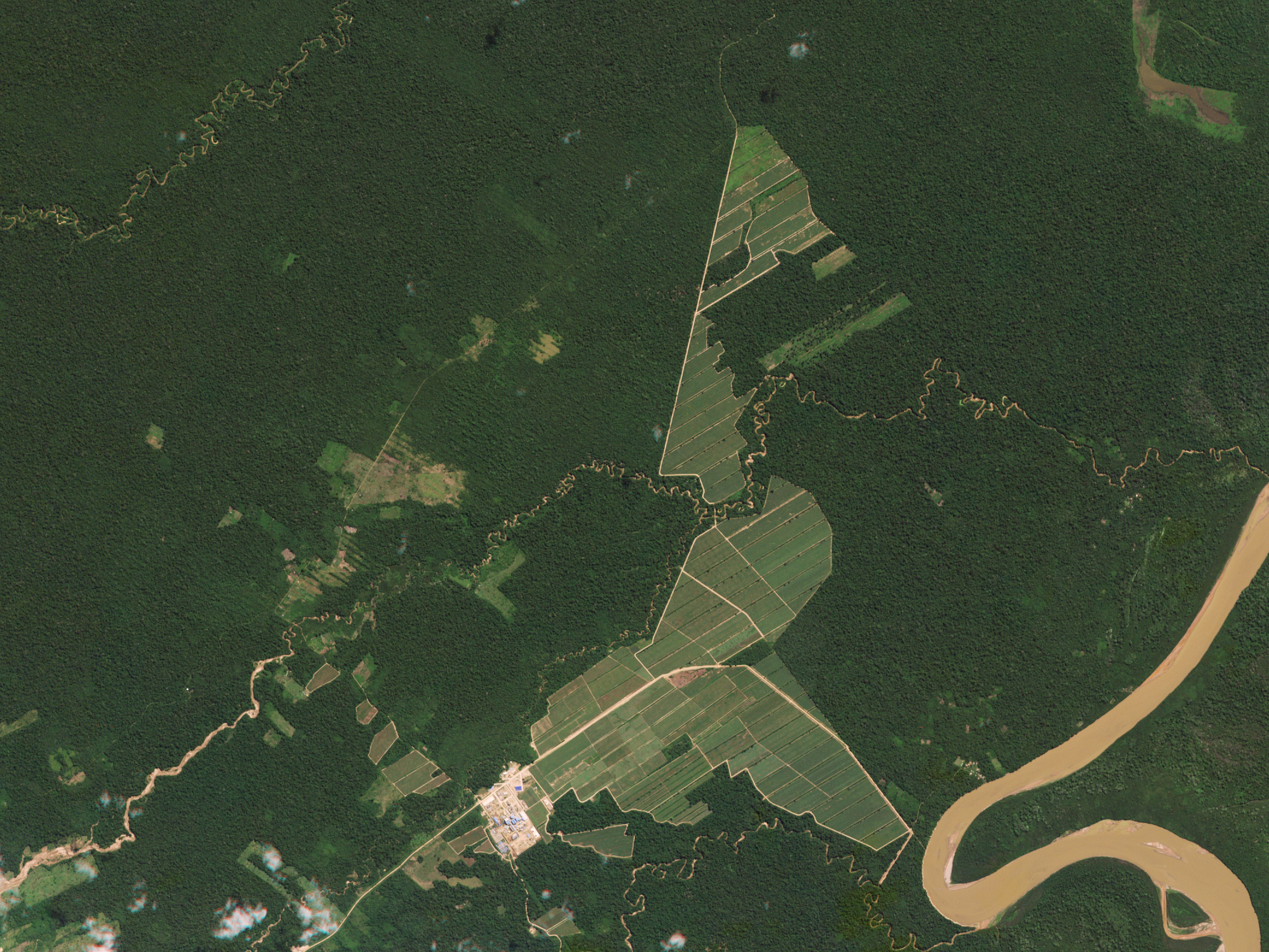
Deforestación en Bolivia en 2016

### Deforestación
Las consecuencias de la deforestación son preocupantes: De acuerdo a estimaciones del Grupo Intergubernamental de Expertos sobre el Cambio Climático (IPCC, por sus siglas en inglés) en 2004 la deforestación mundial contribuyó con el 17% de la emisión total de gases de efecto invernadero (GEI) hacia la atmósfera.